# Snakes and Arrows
Snakes & Arrows is het achttiende album van Rush, dat op 1 mei 2007 werd uitgebracht door Anthem Records en Atlantic Records. Volgens producer Nick Raskulinecz grijpt de band op Snakes & Arrows terug naar de sound van hun albums uit de late jaren zeventig. Ook de eerste recensies wezen in die richting.
Er staan ook opnieuw instrumentale nummers op.

## Nummers
1. Far Cry - 5:21
2. Armor and Sword - 6:36
3. Workin' Them Angels - 4:47
4. The Larger Bowl (A Pantoum) - 4:07
5. Spindrift - 5:24
6. The Main Monkey Business - 6:01
7. The Way The Wind Blows - 6:28
8. Hope - 2:02
9. Faithless - 5:31
10. Bravest Face - 5:12
11. Good News First - 4:51
12. Malignant Narcissism - 2:17
13. We Hold On - 4:13

## Artiesten
- Geddy Lee - zang, bas, mellotron, pedaal
- Alex Lifeson - gitaar en Joegoslavische gitaartjes
- Neil Peart - drum kit, tamboerijn
- Ben Mink - snaren (alleen in het nummer Faithless)